# Luigi Cini
Luigi Cini (ur. 20 czerwca 2002 w Kurytybie) – brazylijski skater, olimpijczyk z Paryża 2024, wicemistrz świata.

## Udział w zawodach międzynarodowych
| Impreza              | Rok  | Miejsce   | Wyniki |
| Impreza              | Rok  | Miejsce   | park   |
| -------------------- | ---- | --------- | ------ |
| Igrzyska olimpijskie | 2024 | Paryż     | 7      |
| Mistrzostwa świata   | 2019 | São Paulo | 23     |
| Mistrzostwa świata   | 2022 | Szardża   | 30     |
| Mistrzostwa świata   | 2023 | Rzym      | srebro |